# 黄克谅
黄克谅（1939年—），男，湖南湘潭人，中国天体物理学家，南京师范大学教授。曾任中国天文学会理事。